# Callancyla curvicollis
Callancyla curvicollis là một loài bọ cánh cứng trong họ Cerambycidae.